# Argyrīs Darelas
Argyrīs Darelas (in greco Αργύρης Δαρέλας?; Alessandropoli, 16 ottobre 2003) è un calciatore greco, centrocampista del N.E.C..

## Carriera

### Club
Darelas è cresciuto nel settore giovanile del PAOK, ed ha debuttato con la seconda squadra l'11 novembre 2022 nell'incontro di Souper Ligka Ellada 2 vinto 1-0 contro il Larissa.
Il 7 agosto 2024 è stato acquistato a titolo definitivo dal N.E.C., club della prima divisione olandese.

### Nazionale
Ha giocato con la nazionale greca Under-21.

## Statistiche

### Presenze e reti nei club
Statistiche aggiornate al 5 novembre 2024
| Stagione        | Squadra         | Campionato      | Campionato | Campionato | Coppe nazionali | Coppe nazionali | Coppe nazionali | Coppe continentali | Coppe continentali | Coppe continentali | Altre coppe | Altre coppe | Altre coppe | Totale | Totale | Totale |
| Stagione        | Squadra         | Comp            | Pres       | Reti       | Comp            | Pres            | Reti            | Comp               | Pres               | Reti               | Comp        | Pres        | Reti        | Pres   | Reti   |        |
| --------------- | --------------- | --------------- | ---------- | ---------- | --------------- | --------------- | --------------- | ------------------ | ------------------ | ------------------ | ----------- | ----------- | ----------- | ------ | ------ | ------ |
| 2022-2023       | PAOK B          | SL2             | 22         | 6          | -               | -               | -               | -                  | -                  | -                  | -           | -           | -           | 22     | 6      |        |
| 2023-2024       | PAOK B          | SL2             | 29         | 9          | -               | -               | -               | -                  | -                  | -                  | -           | -           | -           | 29     | 9      |        |
| 2024-2025       | N.E.C.          | ED              | 4          | 0          | CO              | 0               | 0               | -                  | -                  | -                  | -           | -           | -           | 4      | 0      |        |
| Totale carriera | Totale carriera | Totale carriera | 55         | 15         |                 | 0               | 0               |                    | -                  | -                  |             | -           | -           | 55     | 15     |        |